# Orlando Pontes
Orlando Pontes est un homme politique santoméen, directeur exécutif de l'Agence nationale du pétrole en 2016. Il a promis une loi pour réglementer et réorganiser la distribution et la commercialisation des produits pétroliers dans le pays pour 2017.